# Marelize Robberts
Pour les articles homonymes, voir Robberts.
Martha Elizabeth “Marelize” Robberts, née en 1986, est un mannequin namibien ayant été couronné Miss Namibie 2008. Elle participe également au concours Miss Monde 2008.